# Farin Urlaub
Farin Urlaub, vlastním jménem Jan Vetter, (27. října 1963 Berlín, Německo) je kytarista, zpěvák, skladatel a textař německé punkrockové skupiny Die Ärzte. Prosadil se také svou sólovou hudební kariérou.

## Diskografie

### Alba
- Endlich Urlaub! (2001)
- Am Ende der Sonne (2005)
- Livealbum of Death (2006)
- Die Wahrheit übers Lügen (2008)
- Faszination Weltraum (2014)